# قائمة أفلام 2009

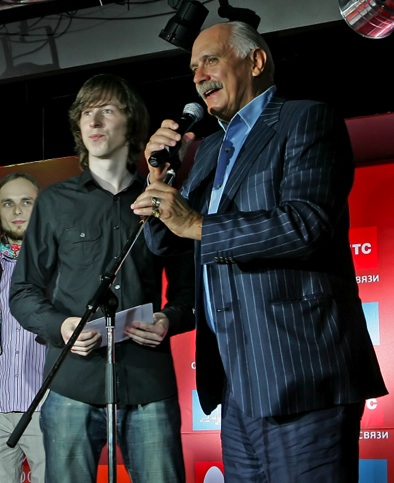
مؤتمر افلام2009

## أعلى إيرادات الأفلام
| ترتيب | عنوان                           | استديو                          | الإيرادات      |
| ----- | ------------------------------- | ------------------------------- | -------------- |
| 1.    | أفاتار (فيلم 2009)              | تونتيث سينتشوري فوكس            | $2٬749٬064٬328 |
| 2.    | هاري بوتر والأمير الهجين (فيلم) | وارنر برذرز                     | $934,416,487   |
| 3.    | العصر الجليدي: ظهور الديناصورات | Fox / إستديو بلو سكاي           | $886,686,817   |
| 4.    | المتحولون 2 (فيلم)              | باراماونت بيكتشرز / دريم ووركس  | $836,303,693   |
| 5.    | 2012 (فيلم)                     | كولومبيا بيكتشرز                | $769,304,749   |
| 6.    | فوق                             | أفلام والت ديزني / پيكسار       | $731,342,744   |
| 7.    | ملحمة الشفق: قمر جديد           | سمت إنترتاينمنت                 | $709,827,462   |
| 8.    | شرلوك هولمز (2009)              | Warner Bros.                    | $524,028,679   |
| 9.    | ملائكة وشياطين (فيلم)           | Columbia / ایمیجین اینترتیمنت ‏  | $485,930,816   |
| 10.   | صداع الكحول (فيلم)              | Warner Bros. / ليجنداري بيكتشرز | $467,483,912   |

## قائمة الأفلام
- 1000 مبروك (فيلم)
- 12 جولة
- 17 مرة أخرى (فيلم)
- 2012 (فيلم)
- 500 يوم من الصيف (فيلم)
- 9 (فيلم)
- كارتل
- الرحلة إلى مكة (فيلم 2009)
- آخر أيام الأرض (فيلم)
- آغورا (فيلم)
- آلام المخاض (فيلم)
- أحبك بيث كوبر (فيلم)
- أحبك يا رجل (فيلم)
- أحلام الزبالين (فيلم)
- أدرينالين (فيلم)
- أزمة شرف (فيلم)
- أساسنز كريد: لاين أيج
- أشباح صديقات الماضي
- أشخاص ظرفاء (فيلم)
- أصيل (فيلم)
- أطفال الحروب
- أعداء الشعب (فيلم)
- أعز أصحاب (فيلم)
- أفاتار (فيلم 2009)
- أمريكا (فيلم)
- أمير البحار (فيلم)
- أميليا (فيلم)
- أنا أحبك فيليب موريس
- أنشودة عيد الميلاد (فيلم)
- أوغاد مجهولون
- أيام صعبة (فيلم)
- إبراهيم الأبيض (فيلم)
- إحكي يا شهرزاد (فيلم)
- إسحبني إلى الجحيم (فيلم)
- إطلاق النار على فيل (فيلم)
- إكس-من الأصول: وولفرين
- إيفانجيليون: 2.0 أنت (لا) تستطيع التقدم
- ابقى قابلني (فيلم)
- الأكاديمية (فيلم)
- الأم والطفل (فيلم)
- الأميرة والضفدع
- الأوغاد (فيلم هندي)
- البارونات (فيلم)
- البعد الآخر (فيلم)
- البيت الأخير على اليسار (2009)
- البيه رومانسي (فيلم)
- التروتسكي (فلم)
- التعليم (فيلم)
- الجميع بخير (فيلم)
- الحب في هذه الأيام (فيلم هندي)
- الحقيقة البشعة (فيلم)
- الحكاية فيها منة (فيلم)
- الحياة في زمن الحرب (فيلم)
- الخداع (فيلم)
- الخليج (فيلم)
- الدواحة (فيلم)
- الدولي (فيلم)
- الديكتاتور (فيلم)
- الذي لا يقهر (فيلم)
- الرأسمالية: قصة حب
- الرجال الذين يحدقون في الماعز
- السر في عيونهم
- السرعة والغضب 4 (فيلم)
- السفاح (فيلم)
- الشباب في الثورة
- الشريط الأبيض (فيلم)
- الصالحة (فيلم)
- الضحايا (فيلم)
- الطربوش الفضي (فيلم)
- الطريق (فيلم 2009)
- الطريق إلى الفلوجة (فيلم)
- العالمي (فيلم)
- العصر الجليدي: ظهور الديناصورات
- العودة للوطن
- الفرح (فيلم)
- الفطيرة الأمريكية: كتاب الحب
- القضية 39
- القلب يقول أهلا (فيلم هندي)
- المتحولون 2 (فيلم)
- المحقق كونان: المطارد الأسود
- المدمر: الخلاص
- المراقبون (فيلم 2009)
- المسافر (فيلم)
- المشتبه (فيلم)
- المعرفة (فيلم)
- المملكة المحرمة
- النمر الوردي 2
- النمط الحر (فيلم)
- النوارس (فيلم)
- الوجهة النهائية 4
- الوحوش ضد الكائنات الفضائية (فيلم)
- اليتيمة (فيلم)
- بالألوان الطبيعية (فيلم)
- بخصوص ايلي (فيلم)
- بدائل (فيلم)
- بدل فاقد (فيلم)
- بدون رقابة (فيلم)
- بن 10: غزو الرقاقات
- بوبوس (فيلم)
- بوش (فيلم)
- بول بلارت: شرطي المجمع التجاري
- بيتنا (وثائقي)
- تسعة (فيلم)
- تشهير (فليم وثائقي)
- تينور (فيلم)
- ثلاثة بلهاء (فيلم هندي)
- ثمينة (فيلم)
- جسم جينيفر
- جولي وجوليا (فيلم)
- جون رابي (فيلم)
- جي-فورس
- جي. آي. جو: ظهور الكوبرا (فيلم)
- جيران (فيلم)
- حجاب الحب (فيلم)
- حد سامع حاجة (فيلم)
- حروب العرائس
- حظ بالصدفة (فيلم هندي)
- حفل زفاف (فيلم)
- حوض سمك (فيلم)
- حيث تكون الأشياء البرية (فيلم)
- خزانة الألم (فيلم)
- خطابات إلى الأب يآكوب
- خطيئة صامتة
- خلطة فوزية (فيلم)
- خلوة أزواج (فيلم)
- دار الحي
- دكان شحاتة (فيلم)
- دكتور سيلكون (فيلم)
- ذا بوكس
- ذا كوليكتور (فيلم)
- رجل جاد (فيلم)
- رجل ورق
- زوج الأم (فيلم)
- زومبي لاند
- سباق إلى جبل ساحرة
- سبلايس
- ستار تريك (فيلم)
- سليمان كين (فيلم)
- سو 6
- سوبرمان\باتمان:أعداء الجميع
- شرلوك هولمز (2009)
- صداع الكحول (فيلم)
- صدى الجبل (فيلم)
- صياد اليمام (فيلم)
- طير إنت (فيلم)
- عائلة جونز
- عجمي (فيلم)
- عرض الزواج (فيلم)
- عزازيل (فيلم)
- عزبة آدم (فيلم)
- عقبال عندكم
- علقة موت (فيلم)
- عمر وسلمى 2 (فيلم)
- عناقات مكسورة
- عندما تبكي حشرة الليل
- عودة الكنز
- غائم مع فرصة لتساقط كرات اللحم
- غرباء في السندرة
- غوكسين 2
- فاتنة (فيلم)
- فايرد أب
- فخفخينو (فيلم)
- فوق
- فوق في الجو (فيلم)
- فيكتوريا الصغيرة
- فيلم حسيبة بن بوعلي
- فيلم ناروتو شيبودن: إرادة النار
- قائمة الأفلام المتصدرة شباك التذاكر الأمريكي عام 2009
- قائمة الأفلام المصرية سنة 2009
- قاتل النينجا
- قلب مجنون (فيلم)
- كريسماس كارول (فيلم)
- كل يوم عيد
- لبنان (فيلم 2009)
- لمح البصر (فيلم)
- لمحاين د الحساين (فيلم)
- لوبين الثالث ضد المحقق كونان
- ليلة في المتحف 2 (فيلم)
- ماديا ذهبت إلى السجن
- ماري وماكس (فيلم)
- ماي لايف إن روينز
- مايكل جاكسون هذه هي (فيلم)
- مجنون أميرة (فيلم)
- مدغشقر مجيد (فيلم)
- مدينة الحياة والموت (فيلم)
- معتوق في بانكوك (فيلم)
- المقاطعة 9
- مقتحمو النهار
- مقلب حرامية (فيلم)
- ملائكة وشياطين (فيلم)
- ملحمة الشفق: قمر جديد
- ملكية خاصة (فيلم)
- مليونير متشرد (فيلم)
- مملكة سليمان (فيلم)
- مهووسة (فيلم 2009)
- مواضيعي (فيلم)
- مواطن ملتزم بالقانون
- ميتال غير:العمل الخيري
- ميكانو (فيلم)
- نخبة بروكلين (فيلم)
- نوتوريوس (فيلم 2009)
- نيويورك، أنا أحبك
- هاتشي: حكاية كلب
- هاري بوتر والأمير الهجين (فيلم)
- هانا مونتانا (فيلم)
- هاي كيك غيرل (فيلم)
- هدف 3 (فيلم)
- هل سمعت عن مورغنس؟
- هليوبوليس (فيلم)
- هو ليس معجبا بك
- واحد صفر (فيلم)
- وراء قوس قزح (فيلم)
- وقت القاهرة (فيلم)
- ولاد العم (فيلم)
- وندر وومان (فيلم 2009)
- يوم الجمعة الثالث عشر
- يوم ما اتقابلنا (فيلم)